# Dean Foods
Dean Foods Company är ett amerikanskt företag inom mejerinäringen. De har verksamheter i 32 delstater och levererar produkter till nästan alla 50. Dean Foods är USA:s största mejeriföretag. Företaget är ett dotterbolag till USA:s största mejerikooperativ Dairy Farmers of America (DFA) sedan maj 2020.
Företaget grundades 1925 av Samuel E. Dean, Sr. när han förvärvade mjölkbearbetningsanläggningen Pecatonica Marketing Company i Illinois. Två år senare bytte han namn på företaget till Dean Evaporated Milk Company. 1961 blev man ett publikt aktiebolag och två år senare fick man sitt nuvarande namn. 1981 blev Dean Foods aktier listade på New York Stock Exchange (NYSE). 20 år senare köpte det Dallas-baserade Suiza Foods företaget och Suiza antog samtidigt Dean Foods som sitt företagsnamn. 2002 köpte man upp hela den växtbaserade dryckestillverkaren White Wave, Inc. för 189 miljoner amerikanska dollar, man hade sen tidigare ägt 36% av företaget. Totalt betalade man 225 miljoner dollar för hela White Wave. 2005 knoppades delar av Dean Foods av i syfte att vara Treehouse Foods, ett självständigt publikt livsmedelsföretag med inriktning på EMV. 2009 förvärvades det belgiska livsmedelsföretaget Alpro för 325 miljoner euro. 2012 blev det offentligt att Dean Foods skulle knoppa av White Wave och Alpro och lägga dessa i ett publikt aktiebolag med namnet Whitewave Foods. Det blev uppköpt 2017 av franska Danone för 12,5 miljarder dollar. Den 12 november 2019 meddelade Dean Foods att man hade ansökt om konkursskydd på grund av dels vikande försäljning av mjölkprodukter i förmån av ökad efterfrågan av alternativa mejeriprodukter och mindre lönsamma EMV-varor. Dels ej hanterbara och för stora skulder som företaget har tagit på sig genom åren. I maj 2020 blev det klart att DFA köpte Dean Foods för 433 miljoner dollar via en konkursauktion och efter att USA:s justitiedepartement godkände affären.
För 2019 hade Dean Foods en omsättning på mer än 7,3 miljarder amerikanska dollar och en personalstyrka på omkring 14 500 anställda. Deras huvudkontor ligger i Dallas i Texas.